# Peridurale anesthesie

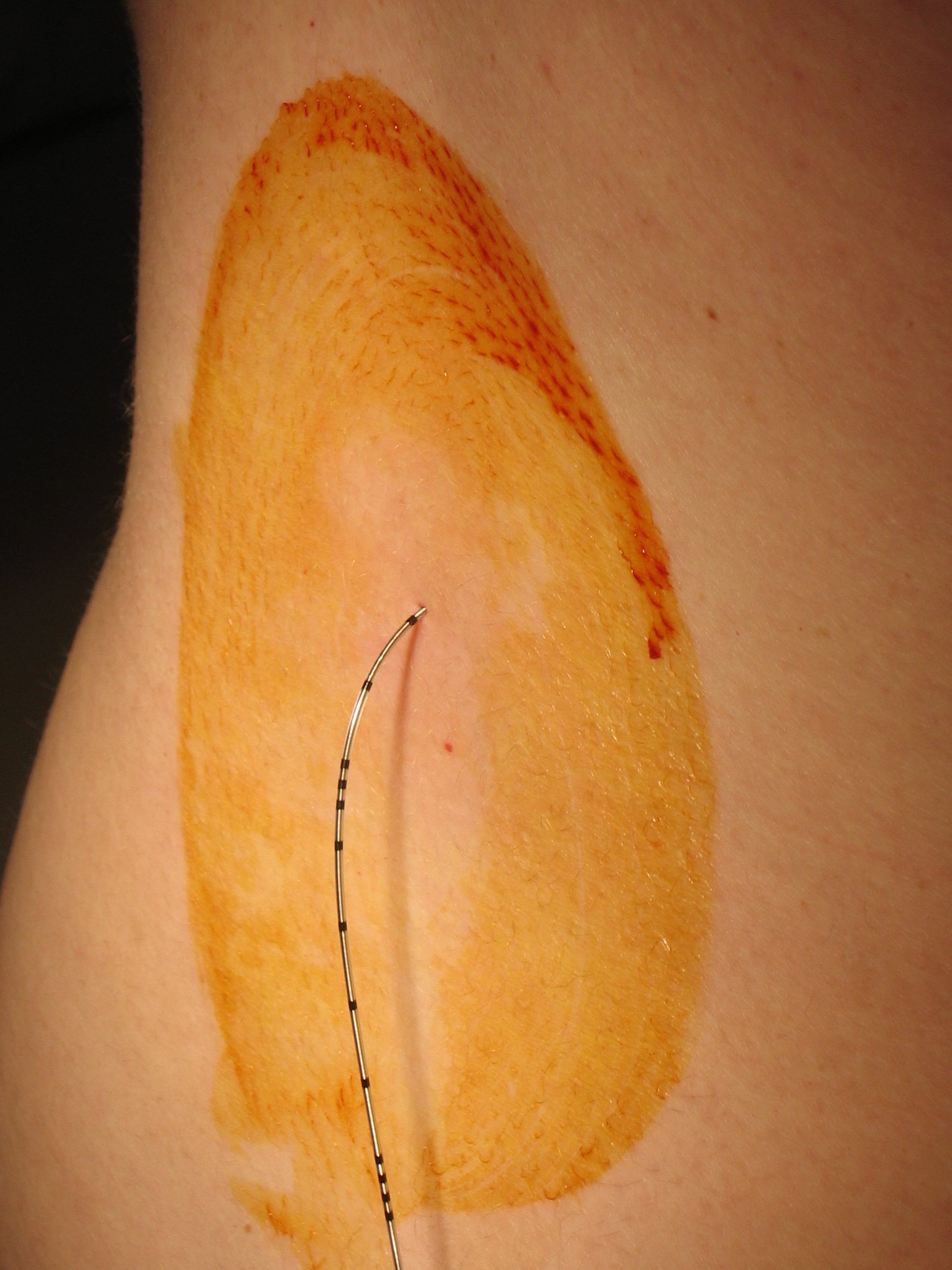
epiduraal katheter (ruggenprik)

Om ingrepen in of aan de onderste lichaamshelft mogelijk te maken zonder de patiënt in narcose te brengen bestaan twee technieken: de peridurale anesthesie (ook wel epidurale anesthesie genoemd) en de spinale anesthesie.
Bij peridurale anesthesie wordt tussen twee wervels, na verdoving van de huid, een naald ingebracht. De naald wordt opgeschoven totdat het uiteinde zich bevindt in een loge van de wervelkolom juist buiten het harde hersenvlies. In deze ruimte wordt vervolgens een plaatselijk verdovend middel, al of niet gemengd met een morfine-achtige stof, ingespoten. Na verloop van een tiental minuten ontstaat een verdoving met uitschakeling van gevoel en beweging.
De peridurale techniek wordt toegepast op borst- en lendewervelniveau, de spinale methode op lendewervelniveau. 
epiduraal ·
intra-arterieel · 
intra-articulair ·
intra-ossaal ·
intracardiaal ·
intracutaan ·
intramusculair ·
intraveneus ·
spinaal ·
subcutaan